# Старий Хутір (Миргородський район)
Стари́й Ху́тір — село в Україні, у Лохвицькій міській громаді Миргородського району Полтавської області. Населення становить 187 осіб. Колишній орган місцевого самоврядування — Гирявоісковецька сільська рада.

## Географія
Село Старий Хутір розташоване на берегах річки Артополот. Вище за течією на відстані 1 км розташоване село Слобідка, нижче за течією на відстані 2,5 км розташоване село Степне.

## Історія
12 червня 2020 року відповідно до розпорядження Кабінету Міністрів України № 721-р «Про визначення адміністративних центрів та затвердження територій територіальних громад Полтавської області» село ввійшло в склад Лохвицької міської громади.
19 липня 2020 року, в результаті адміністративно - територіальної реформи та ліквідації Лохвицького району, село увійшло до складу новоутвореного Миргородського району Полтавської області.

## Економіка
- Молочно-товарна ферма.

## Об'єкти соціальної сфери
- Фельдшерсько-акушерський пункт.
- Клуб.
- Бібліотека.

## Відомі люди

### Народились
- Яковенко Любов Дмитрівна — оператор машинного доїння корів колгоспу імені Кірова Радомишльського району Житомирської області. Депутат Верховної Ради УРСР 11-го скликання.